# Liste der Monuments historiques in Ruvigny
Die Liste der Monuments historiques in Ruvigny führt die Monuments historiques in der französischen Gemeinde Ruvigny auf.

## Liste der Objekte
| Bezeichnung                               | Beschreibung                                                    | Standort                                     | Kennzeichnung | Schutzstatus | Datum | Bild |
| ----------------------------------------- | --------------------------------------------------------------- | -------------------------------------------- | ------------- | ------------ | ----- | ---- |
| Skulptur eines heiligen Bischofs (1)      | Holz, grau gefasst, 15. Jahrhundert                             | in der Kirche Assomption-de-la-Vierge (Lage) | PM10004366    | Inscrit      | 1979  |      |
| Kirchenfenster                            | aus dem 16. Jahrhundert                                         | in der Kirche Assomption-de-la-Vierge (Lage) | PM10001847    | Classé       | 1894  |      |
| Skulptur Madonna mit Kind                 | Kalkstein, einfarbig gefasst, 17. Jahrhundert                   | in der Kirche Assomption-de-la-Vierge (Lage) | PM10001852    | Classé       | 1980  |      |
| Taufbecken                                | Kalkstein, 17. Jahrhundert                                      | in der Kirche Assomption-de-la-Vierge (Lage) | PM10004368    | Inscrit      | 1979  |      |
| Prozessionsstab Sitzende Madonna mit Kind | Holz, vergoldet, 18. Jahrhundert                                | in der Kirche Assomption-de-la-Vierge (Lage) | PM10004371    | Inscrit      | 1979  |      |
| Skulptur Heiliger Nikolaus                | Kalkstein, farbig gefasst und vergoldet, 16. Jahrhundert        | in der Kirche Assomption-de-la-Vierge (Lage) | PM10001848    | Classé       | 1908  |      |
| Skulptur Stehende Madonna mit Kind        | Kalkstein, einfarbig gefasst und vergoldet, 14. Jahrhundert     | in der Kirche Assomption-de-la-Vierge (Lage) | PM10001849    | Classé       | 1913  |      |
| Skulptur Maria Magdalena                  | Kalkstein, weiß gefasst, erste Hälfte des 16. Jahrhunderts      | in der Kirche Assomption-de-la-Vierge (Lage) | PM10001850    | Classé       | 1913  |      |
| Skulptur Heilige Katharina                | Kalkstein, 16. Jahrhundert                                      | in der Kirche Assomption-de-la-Vierge (Lage) | PM10003243    | Classé       | 1913  |      |
| Kruzifix                                  | Holz, farbig gefasst, 17. Jahrhundert                           | in der Kirche Assomption-de-la-Vierge (Lage) | PM10004369    | Inscrit      | 1979  |      |
| Skulptur eines heiligen Bischofs (2)      | Kalkstein, weiß gefasst, 16. Jahrhundert                        | in der Kirche Assomption-de-la-Vierge (Lage) | PM10004422    | Inscrit      | 1979  |      |
| Skulptur eines heiligen Bischofs (3)      | Holz, vergoldet, Ende des 16. Jahrhunderts                      | in der Kirche Assomption-de-la-Vierge (Lage) | PM10001853    | Classé       | 1980  |      |
| Relief Heiliges Haus von Loreto           | Kalkstein, einfarbig gefasst, 16. Jahrhundert                   | in der Kirche Assomption-de-la-Vierge (Lage) | PM10004367    | Inscrit      | 1979  |      |
| Weihwasserbecken                          | umgearbeitetes romanisches Kapitell; Kalkstein, 12. Jahrhundert | in der Kirche Assomption-de-la-Vierge (Lage) | PM10004370    | Inscrit      | 1979  |      |
| Sessel                                    | Eichenholz, 18. Jahrhundert; Verbleib unbekannt                 | in der Kirche Assomption-de-la-Vierge (Lage) | PM10001854    | Classé       | 1980  |      |
| Triptychon Sacra Conversazione            | Ölfarbe auf Holz, bezeichnet 1584; in der Mairie deponiert      | in der Kirche Assomption-de-la-Vierge (Lage) | PM10001851    | Classé       | 1913  |      |